# Sala distrikt
Sala distrikt är ett distrikt i Sala kommun och Västmanlands län. Distriktet ligger i nordöstra Västmanland och gränsar till Uppland. Det omfattar bland annat större delen av tätorten Sala.

## Tidigare administrativ tillhörighet
Distriktet inrättades 2016 och utgörs av det område som utgjorde Sala stad före 1971, vari Sala socken uppgick 1952.
Området motsvarar den omfattning Sala församling hade vid årsskiftet 1999/2000 och fick 1962 när stads- och landsförsamlingarna gick samman.

## Tätorter och småorter
I Sala distrikt finns en tätort och fem småorter.

### Tätorter
- Sala (del av)

### Småorter
- Broddbo
- Hammarhagen
- Jugansbo
- Saladamm och Åby
- Stentomten